# Pałac Inkwizytora
Pałac Inkwizytora (ang. Inquisitor's Palace, malt. Il-Palazz tal-Inkwiżitur, potocznie tal-Inkisitur) – pałac w Birgu na Malcie. Był siedzibą maltańskiej Inkwizycji w latach 1574 – 1798; znany był wtedy pod nazwą Palazzo del Sant'Officio. Budynek oryginalnie zbudowany został na początku XVI wieku jako siedziba sądu, znanego jako Castellania, lecz niewiele pozostało z pierwotnej konstrukcji z powodu wielu zmian budowlanych i renowacji w następnych wiekach.
Po zlikwidowaniu inkwizycji w roku 1798 podczas francuskiej okupacji Malty, pałac służył jako szpital wojskowy, kantyna oraz klasztor. Od roku 1966 znajduje się w nim muzeum, znane od roku 1992 jako Narodowe Muzeum Etnografii (National Museum of Ethnography). Budynek jest jednym z kilku tego rodzaju pałaców przetrwałych na świecie, i jedynym otwartym dla publiczności.

## Historia

### Castellania

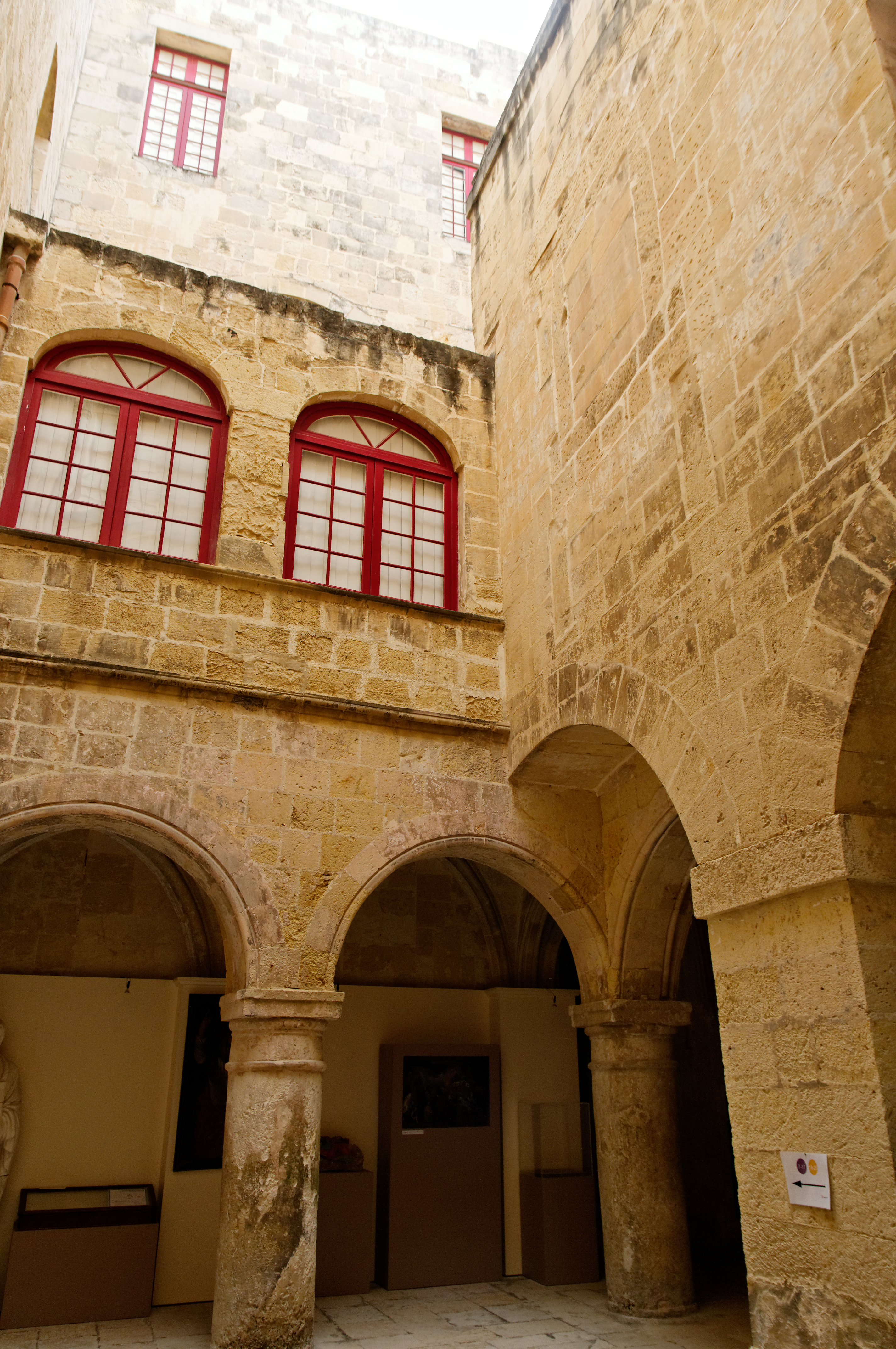
Jeden z dziedzińców Pałacu Inkwizytora – to wszystko, co pozostało z oryginalnej Castellanii

Pałac został zbudowany w latach 1530., i początkowo mieścił Magna Curia Castellania Melitensis, trybunał założony przez Wielkiego Mistrza Juana de Homedes y Coscon w roku 1543. Oryginalny projekt budynku przypisywany jest architektowi Diegowi Perez de Malfreire lub Nicolò Flavariemu. Budynek był używany jako sąd do roku 1572, kiedy nowa Castellania zbudowana została w Valletcie po przeniesieniu przez Rycerze św. Jana przenieśli tam swoją siedzibę główną.

### Inkwizycja

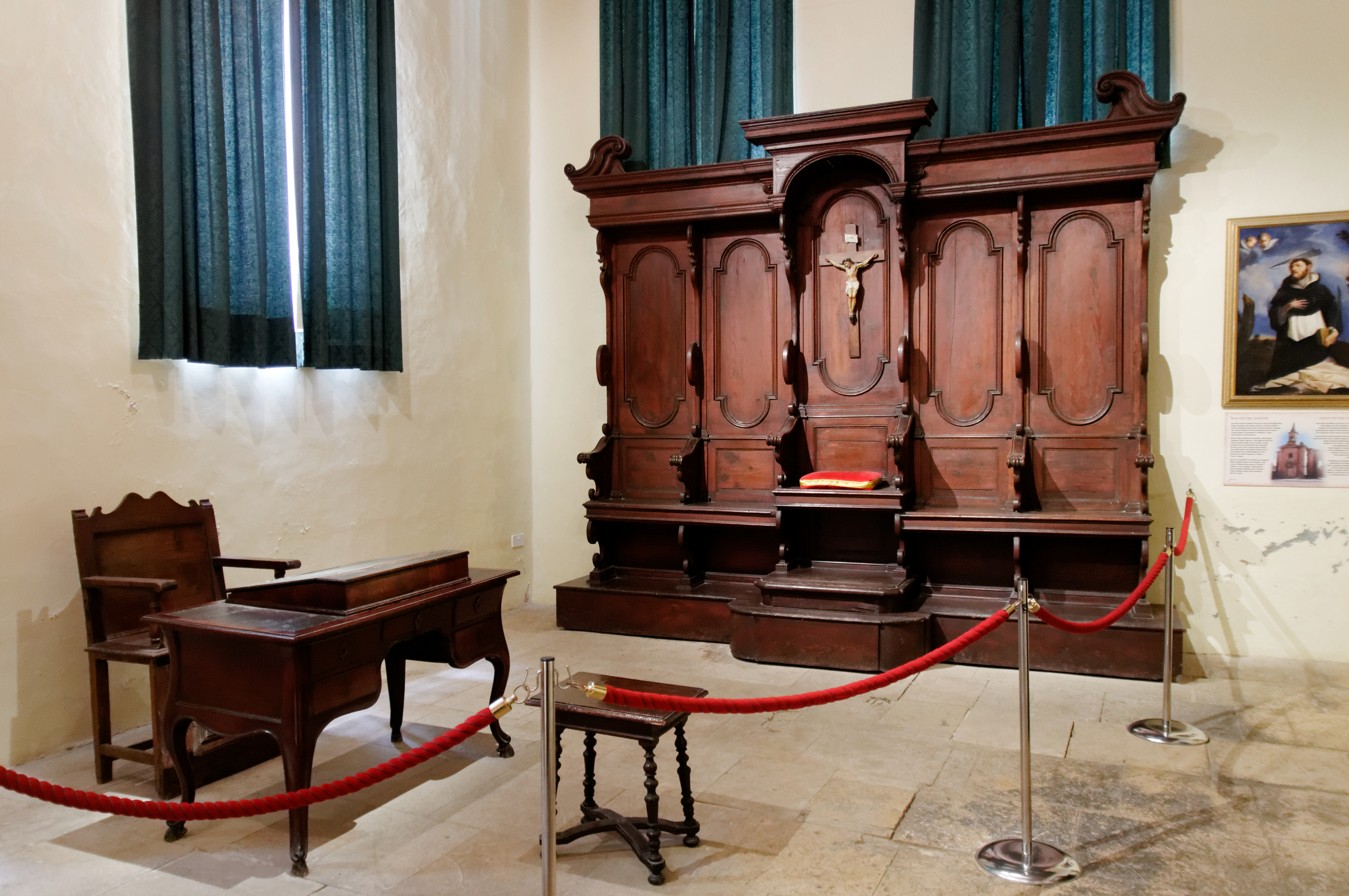
Trybunał inkwizycji

Na Malcie Inkwizycja została ustanowiona we wrześniu 1574 roku; pierwszym inkwizytorem był Pietro Dusina. Wielki Mistrz Jean de la Cassière zaoferował Dusinie budynek byłej Castellanii na oficjalną rezydencję, do której ten wprowadził się po zakończeniu prac renowacyjnych. Budynek stał się główną siedzibą Inkwizycji na Malcie, pełniąc rolę pałacu inkwizytora, jak również mieszcząc sąd i więzienie.
Różni inkwizytorzy, mieszkający i pracujący w pałacu pomiędzy późnym wiekiem XVI a XVIII, dokonali kilku większych prac budowlanych przy budynku, które przekształciły go w końcu w typowe rzymskie palazzo z wpływami architektury barokowej. Pałac został powiększony poprzez zakup sąsiednich posesji, pierwsze większe prace rozpoczęto w latach 1630., kiedy inkwizytorem był Fabio Chigi (późniejszy papież Aleksander VII). Fasada została przebudowana w roku 1660 według projektu Francesco Sammuta, chociaż jest często mylnie przypisywana Francesco Buonamiciemu.
Podczas sycylijskiego trzęsienia ziemi w 1693 roku pałac został uszkodzony, czego skutkiem była naprawa i kolejne przebudowy. Górne piętro zostało prawdopodobnie dobudowane w roku 1707 przez architekta Giovanniego Barbarę. Wnętrze również przebudowano i upiększono w wiekach XVII i XVIII, z główną klatką schodową powstałą w roku 1733 na bazie projektu Romano Carapecchii. W związku z tymi modyfikacjami budynek był swego rodzaju labiryntem. Jedyną pozostałością oryginalnej Castellanii jest niewielki dziedziniec z gotyckim krużgankiem o sklepieniu krzyżowym.

### Okupacja francuska i rządy Brytyjczyków

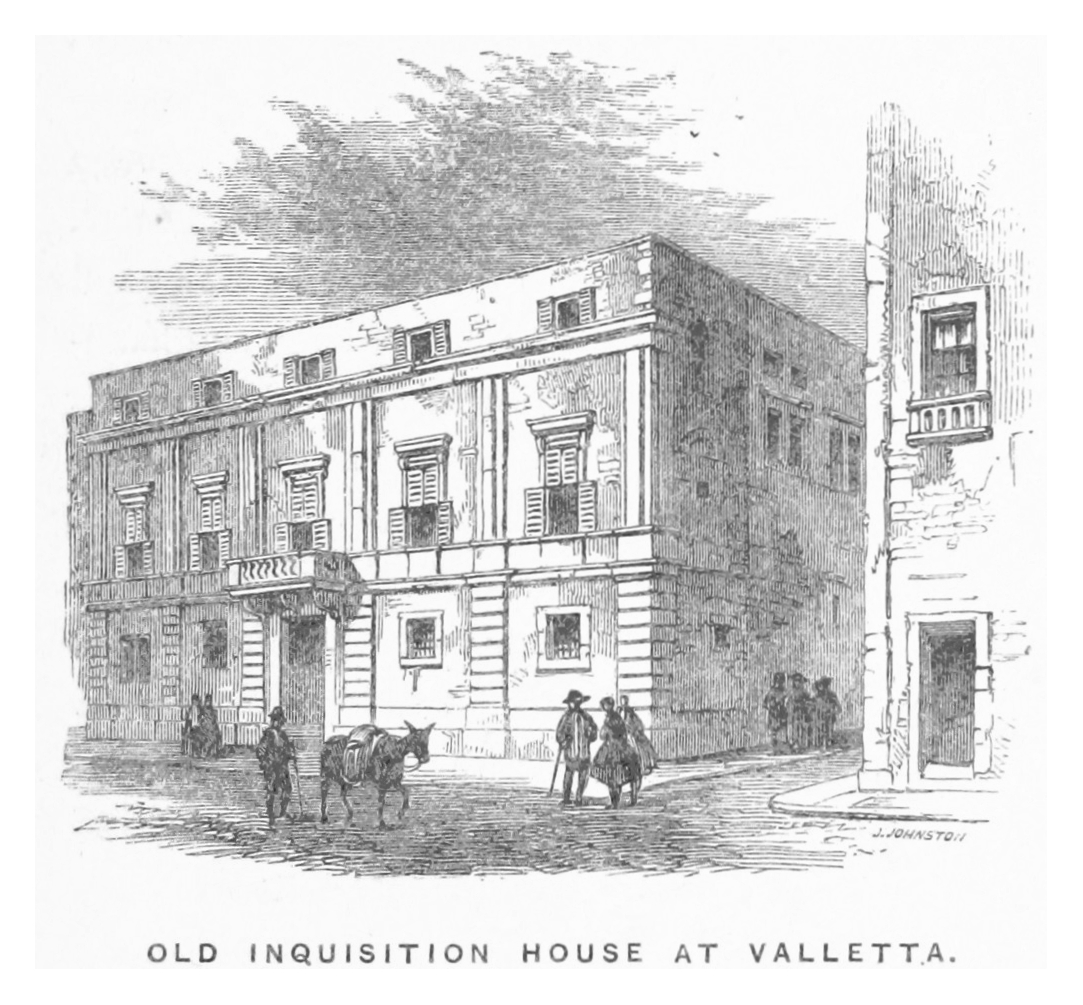
Rysunek z 1861 roku, przedstawiający pałac

W czerwcu 1798 roku, podczas okupacji Malty przez Francuzów budynek używany był jako siedziba rady rejonu Cottonera. Prawdopodobnie w tym czasie zniszczone lub usunięte zostały herby na fasadzie i niektóre wewnątrz budynku. Najwyżsi hierarchowie Inkwizycji na Malcie musieli w ciągu dwóch dni opuścić wyspę.
Kiedy w roku 1800 Malta przeszła pod zarząd Brytyjczyków, budynek został przejęty przez dowództwo wojskowe. Pierwotnie był używany jako szpital wojskowy, później został przekształcony w kantynę dla oficerów stacjonujących w koszarach obok fortu Saint Michael w pobliskiej Senglei. W XIX wieku zarząd wojskowy wykonał kilka następnych przeróbek w budynku.
W wieku XX budynek przeszedł, na podstawie wymiany za niektóre posesje w Valletcie, w ręce władz cywilnych. Biuro Robót Publicznych planowało w roku 1908 zburzenie pałacu i wybudowanie w tym miejscu mieszkań rządowych, lecz nie zostało to wykonane.

### Muzeum

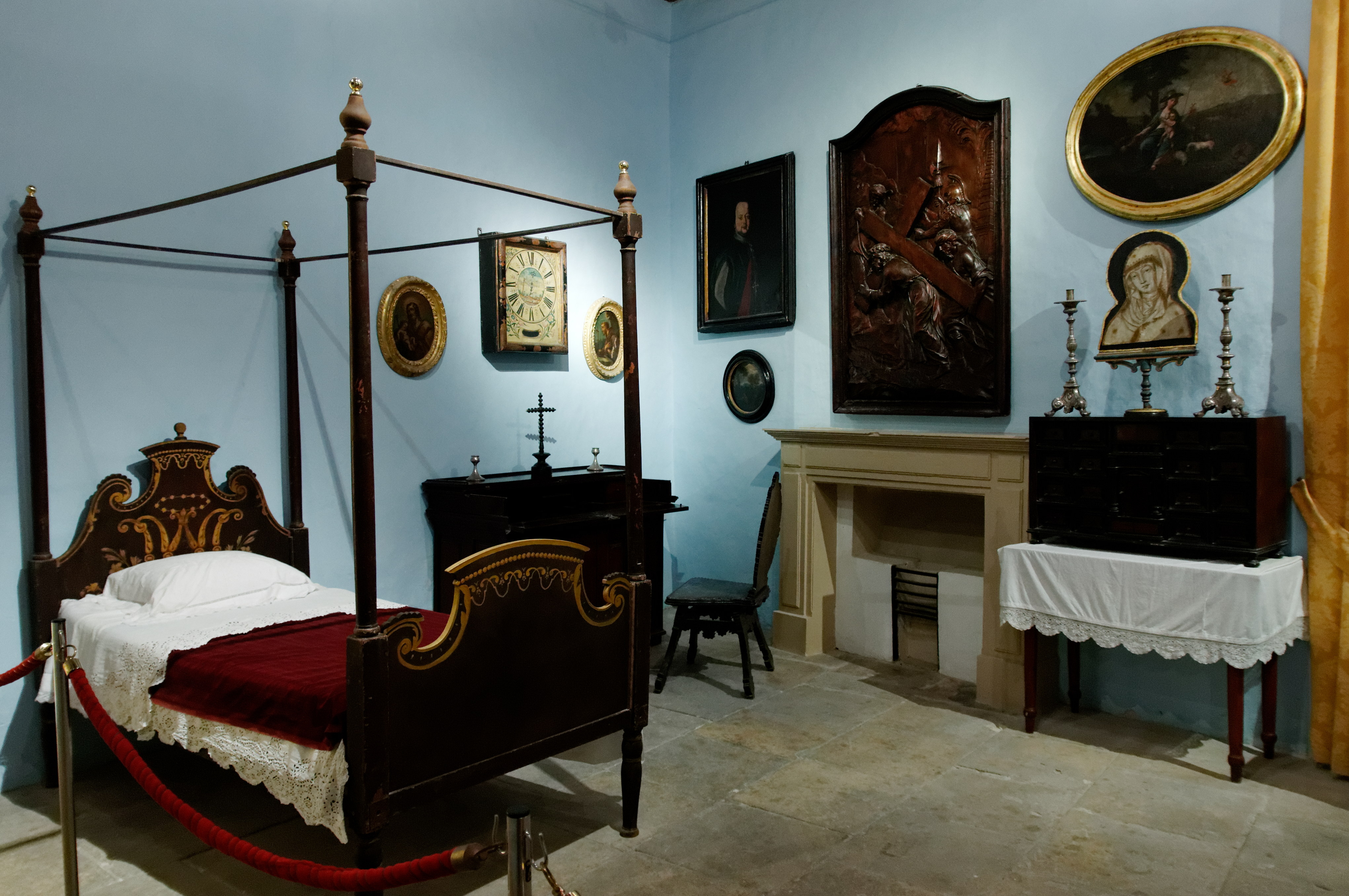
Sypialnia inkwizytora

Pałac Inkwizytora przekazany został Departamentowi Muzeów w roku 1926, aż do roku 1939 Vincenzo Bonello i Antonio Sciortino wykonywali w pałacu różne prace renowacyjne. W roku 1942 pałac został przekształcony w tymczasowy klasztor dominikański, po tym, jak oryginalny klasztor i kościół zbombardowane zostały podczas II wojny światowej. Pałac szczęśliwie przetrwał wojnę nieuszkodzony, przekazany został z powrotem do departamentu Muzeów w roku 1954, po odbudowaniu klasztoru przez Dominikanów.
Budynek pałacu został odnowiony i otwarty jako muzeum nazwane Pałac Inkwizytora (Inquisitor's Palace) 21 lutego 1966 roku. Na piętrze 5 grudnia 1981 roku powstało Muzeum Folkloru, lecz od późnych lat 1980. muzeum podupadło i jedynie jego część była dostępna dla publiczności. W roku 1992 otwarto w pałacu Narodowe Muzeum Etnografii (National Museum of Ethnography), i oprócz części muzealnej znajduje się tam też sekcja etnograficzna Heritage Malta. Wciąż trwają w budynku rekonstrukcje i odnawianie kolejnych jego partii.

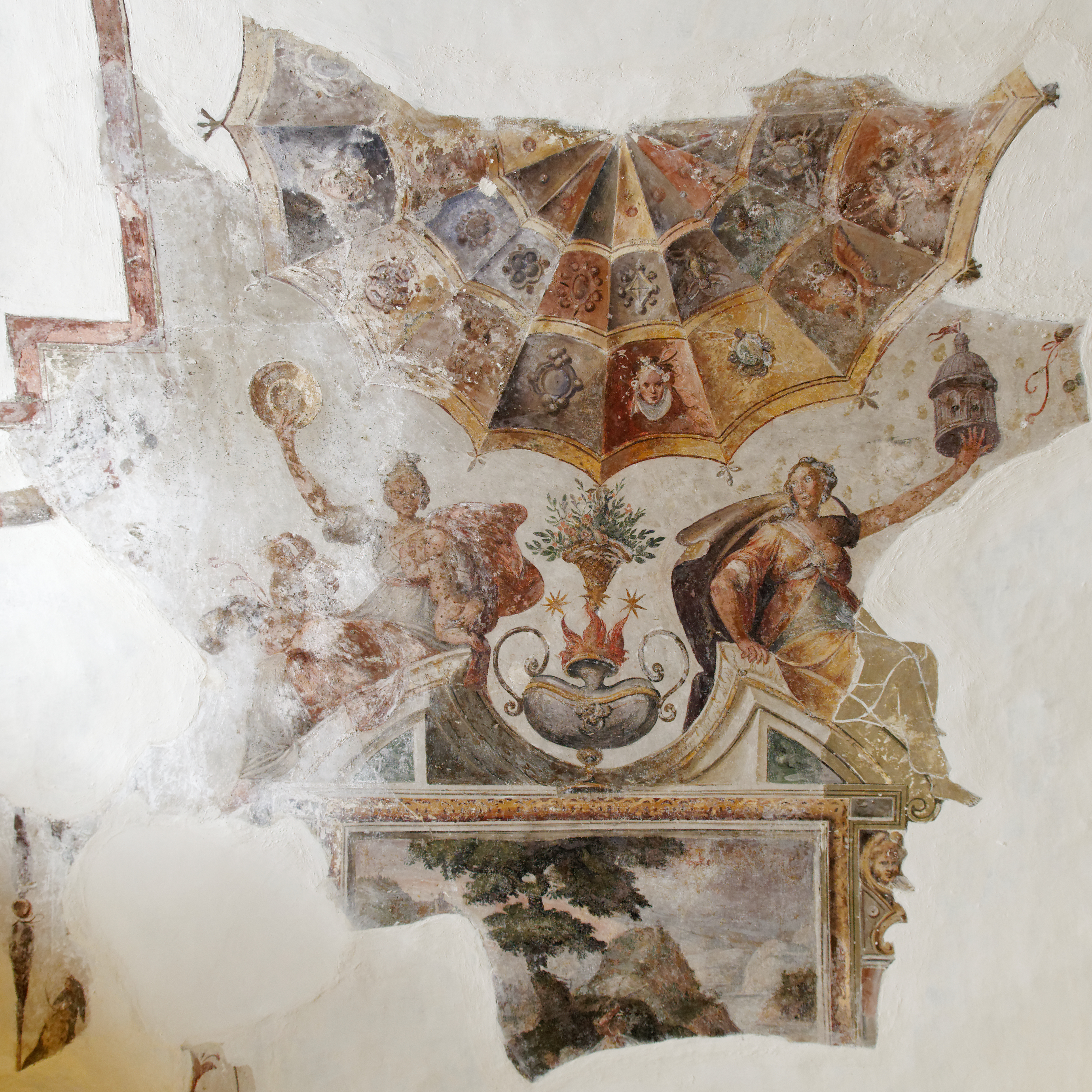
Pozostałości fresków w pałacu

Poza eksponatami związanymi z inkwizycją, w skład kolekcji muzeum wchodzą również różne drewniane modele zniszczonych obiektów architektonicznych, w tym przedstawienia Birgu przed zniszczeniami bombowymi w czasie II wojny światowej, piekarnia Zakonu w Valletcie przed zburzeniem w latach 30. XX wieku oraz Manderaggio przed przebudową w latach 1950..
Pałac Inkwizytora jest jednym z niewielu pałaców tego typu przetrwałych na świecie, i jedynym otwartym dla publiczności. Wiele obiektów używanych przez Inkwizycję zostało zburzonych podczas i po rewolucji francuskiej, lub popadły w zniszczenie, zostawione na pastwę losu. Letnia rezydencja maltańskiego inkwizytora, Girgenti Palace, również przetrwała i jest teraz letnią rezydencją premiera Malty.
Budynek był umieszczony na Antiquities List of 1925. Dziś jest zabytkiem narodowym klasy 1, i jest umieszczony na liście National Inventory of the Cultural Property of the Maltese Islands.

## Architektura budynku

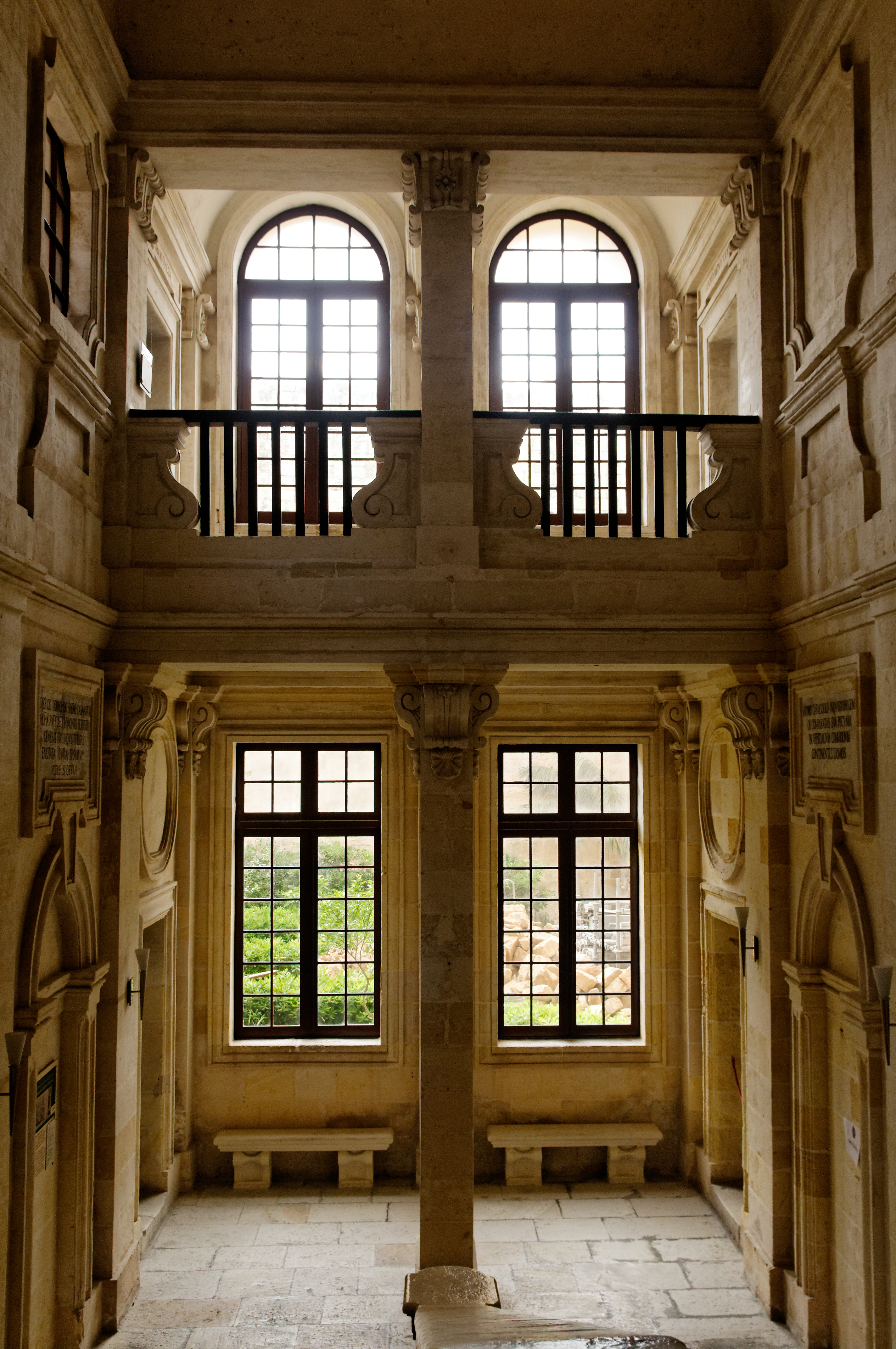
Wnętrze pałacu obok głównej klatki schodowej

Pałac Inkwizytora zbudowany jest w kilku stylach architektonicznych, lecz głównie przypomina rzymskie palazzo. Jego symetryczna fasada podzielona jest filarami na pięć traktów. Filary na parterze budynku są surowe, zaś te na piętrze – gładkolice. W trakcie środkowym na parterze otwarte jest główne wejście, ponad którym, wsparty na konsolach, znajduje się balkon. Dwa okna z każdej strony otaczają trakt centralny; te na parterze są wykończone rustykalnie, zaś na piętrze otoczone są sztukaterią. Pas dekoracyjnych elementów kamiennych biegnie dokoła pierwszego piętra na wysokości parapetów okien. Fasada posiada też cokół, niwelujący optycznie ukośny bieg ulicy.
Ponieważ budynek był konstruowany w wiekach XVI, XVII i XVIII, z różnymi przeróbkami i odnowieniami w wiekach XIX i XX, jego wnętrze ma plan labiryntu. Jeden z dziedzińców ma gotycki krużganek o sklepieniu krzyżowym. Jest to jedyna część budynku pozostała po oryginalnej Castellanii.